# ثقافة الكويت
ثقافة الكويت هي امتداد للثقافة العربية والإسلامية بشكل عام وثقافة شبه الجزيرة العربية بشكل خاص. كما أن طبيعة الموقع الجغرافي الخاص بدولة الكويت كان له الأثر الأكبر بجعل المجتمع الكويتي مجتمعًا متفتحًا متقبلًا ومتأثرا بالثقافات المحيطة به.  تمثل السياسة الثقافية في الكويت مشروعًا وطنيًا انطلق بعد الاستقلال، هدفه جعل الثقافة دعامة للتنمية وبناء الهوية. وتُوّج هذا التوجّه بإنشاء المجلس الوطني للثقافة والفنون والآداب عام 1973 لرعاية الأنشطة والفعاليات الثقافية الكبرى.

## التاريخ والتراث الكويتي
تميزت الحياة الاجتماعية منذ القدم في المجتمع الكويتي بالترابط الأسري، حيث كان المنزل الواحد يضم جميع أفراد الاسرة من الجد أو الجدة والأبناء والأحفاد. ولما كان في تلك الحقبة الكثير من الأعباء على رب الأسرة كان لزاما على الشباب ان يبدأوا العمل في سن مبكرة جدًا، كما انهم يتزوجون في سن صغيرة أيضًا. وكانت أدوار كل فرد من أفراد الأسرة واضحة ومعروفة، حيث يكون دور الرجال العمل وكسب لقمة العيش والنساء دورهم التربية والاهتمام بشؤون المنزل. أما القرارات المصيرية فكانت غالبًا بيد كبير العائلة، في تجلٍ للنظام الاجتماعي الباترياركي الذي كان يمنح الرجل – الأب أو الجد – موقع القيادة داخل الأسرة، وهو ما يعكس ثقافة تقليدية ترسّخ أدوارًا محددة للسلطة داخل البنية الأسرية.
قبل القرن العشرين، كانت الكويت تشكّل مجتمعًا محدود الحجم يعتمد في معيشته على التجارة البحرية، والغوص لاستخراج اللؤلؤ، وممارسة الحرف اليدوية المرتبطة بحياة البحر والبادية. وتميّزت البلاد بمهارة كبيرة في صناعة السفن الشراعية، التي استخدمها البحّارة الكويتيون للإبحار نحو الهند وسواحل إفريقيا بهدف التبادل التجاري وصيد اللؤلؤ، وهو ما أسهم في توسيع دائرة التبادل الثقافي والتجاري. وفي الداخل، شكّلت حياة البادية جانبًا مهمًا من النسيج الاقتصادي والاجتماعي، ساهمت في ترسيخ ثقافة الاكتفاء الذاتي. وقبل ظهور النفط، ساد المجتمع الكويتي طابع قائم على التمسك بالقيم الدينية وثقافة الجماعة. كما ساعد التنقل المستمر برًّا وبحرًا في تعزيز انفتاح الكويتيين على الثقافات المجاورة، مما أسهم في بناء ثقافة مجتمعية مرنة لحد ما.

## نمط الحياة في القرن الواحد والعشرين
إن من أبرز سمات المجتمع الكويتي ثقافة الاستهلاك، حيث يعد أسلوب ونمط الحياة في الكويت حال أغلب المجتمعات النامية من المجتمعات الاستهلاكية لا الإنتاجية. حيث أن توافر القدرة الشرائية لدى الفرد الكويتي بالإضافة إلى الطفرة الاقتصادية في حقبة الستينات والسبعينات بعد ظهور النفط، وكذلك التشريعات الخاصة بالزيادات المالية على جميع بنود الدخل الشهري للمواطن، عزز لدى الفرد الكويتي مفهوم الحاجة لشراء الأساسيات والكماليات تراجع ثقافة الادخار لدى مختلف فئات المجتمع. وفي هذا السياق، يشير الكاتب عبد الرحمن منيف في روايته الشهيرة مدن الملح إلى الأثر العميق للتحول النفطي على بنية المجتمعات الخليجية، حيث أسهمت الثروة المفاجئة في خلق نماذج استهلاكية مستجدة، وانقطاعات حادة عن القيم التقليدية السابقة، ما أدى إلى تشكل مجتمع سريع التغير، يعتمد على الوفرة لا على العمل، ويعاني من فقدان التوازن بين الأصالة والحداثة..

## السياسة الثقافية
تمثّل السياسة الثقافية في الكويت مشروعًا وطنيًا تأسّس منذ استقلال البلاد عام 1961، وسعت الدولة من خلاله إلى جعل الثقافة ركيزة أساسية للتنمية وبناء الهوية الوطنية وتعزيز الوحدة المجتمعية. وقد تجلّى هذا التوجّه في إنشاء المجلس الوطني للثقافة والفنون والآداب عام 1973، لتنسيق العمل الثقافي الرسمي، وتخطيط ورعاية الأنشطة الفكرية والفنية، وتنظيم فعاليات كبرى مثل مهرجان القرين الثقافي (منذ 1994) ومعرض الكويت الدولي للكتاب.
ومع ذلك، فإن جذور الحياة الثقافية في الكويت تعود إلى ما قبل الاستقلال، حيث لعبت المؤسسات الأهلية دورًا محوريًا في النهوض بالمجتمع. ففي عام 1911، أنشئت المدرسة المباركية، التي مثلت أول مدرسة نظامية وأظهرت وعيًا مبكرًا بأهمية التعليم كثقافة تأسيسية للتقدم. وفي عام 1913، تأسست الجمعية الخيرية لتعزيز العمل الثقافي والديني والتعليمي، عبر إرسال البعثات وتنظيم المحاضرات. تلتها المكتبة الأهلية عام 1923، التي أسهمت في نشر المعرفة وتعزيز ثقافة القراءة، ثم تأسيس النادي الأدبي عام 1924، الذي أصبح ملتقى للمفكرين ومحبي الأدب، وشجع الحوار الثقافي. وفي 1928، صدرت أول مجلة كويتية، وهي مجلة الكويت، لتكون منبراً للإصلاح والتنوير.
كما ساهمت مؤسسات أخرى مثل جامعة الكويت (1966) ومجلة العربي (1958) في إثراء المشهد الثقافي الوطني، بدعم البحث الأكاديمي والنقاش الفكري. شهدت الكويت نهضة ثقافية ملحوظة في الثمانينات، شملت دعم المسرح وصدور مجلات فكرية، لكنها واجهت تحديات كبيرة بعد الغزو العراقي عام 1990. مع ذلك، عادت الحياة الثقافية لتتجدد في التسعينات من خلال المجتمع المدني، ممثلاً في رابطة الأدباء الكويتيين وجمعية الفنون التشكيلية.
في العقود الأخيرة، اتجهت السياسة الثقافية إلى دعم الرقمنة وتشجيع المبادرات الشبابية، رغم استمرار تحديات مثل البيروقراطية، وضعف التمويل المستقل، والتضييق على الحريات الثقافية. تُظهر هذه المسيرة كيف كانت الثقافة في الكويت ركيزة أساسية لبناء الهوية الوطنية. 

### الملابس والأزياء
تتميز الكويتيات والكويتيون بمحافظتهن ومحافظتهم على أصالة ملابسهم الشعبية باعتبارها الملابس الرسمية في المناسبات والمحافل الرسمية، إلا ان نمط الملابس الغربية يعتبر رائجاً جداً بين جميع فئات المجتمع وخصوصاً الشباب. أما بالنسبة للنساء الكبار في السن فهن يلبسن العباءات السوداء التي تغطي معظم أجزاء الجسم.
يتكون اللبس الشعبي والرسمي للرجل في الكويت من:
- السروال المكسر: قطعة من الملابس الداخلية طويل حتى الكاحل يلبس تحت الدشداشة.
- الدشداشة أو مقطع: والأولى ثوب واسع من القطن الأبيض بأكمام طويلة تلبس في فصل الصيف، اما الثانية فتكون من الصوف ويكون للشتاء.
- القحفية: طاقية من خيوط قطنية شبكية تلبس على الرأس تحت الغترة.
- الغترة أو الشماغ: غطاء للرأس تُرتدى بعد أن تطوى على هيئة مثلث.
- العقال: إطار للرأس من الخيوط السوداء الملفوفة، يوضع فوق الغترة وذلك لتثبيتها.

هذا وبالإضافة إلى ملابس شعبية أخرى يرتديها الرجل الكويتي في مواسم ومناسبات معينة، مثل:
- البشت: عباءة من الصوف أو الوبر المغزول غزلاً ناعمًا وتتدرج ألوانه من الأسود والبني حتى الرمادي والبيج.
- فروة: معطف من الصوف مبطن بفروة خراف.
- سديري: سترة دون أكمام تلبس فوق الدشداشة.
- باركوت أو واركوت: معطف من الصوف يلبس فوق المقطع.

اما الزي الشعبي للمرأة الكويتية، فيتكون من:
- سروال: قطعة من الملابس الداخلية، يتميز بأنه طويل يصل إلى الكاحل وممكن ان تزينه شرائط مطرزة بالزري او الخوار.
- دراعة: لبس طويل بأكمام طويلة من القطن أو الحرير الهندي المنقوش ويكون مطرز بخيوط الزري او الخوار او الشك او ان يكون (سادة) بدون اي تطريز.
- زبون: ثوب طويل فاخر من الحرير المطرز بخيوط من الزري او الخوار بفتحة عنق ضيقة بأكمام طويلة ويكون مفتوحًا من الأمام وتُلف أجزاؤه الأمامية حول الجسد. عادةً ما ترتديه نساء المدينة الموسرات.
- ثوب: ثوب واسع طويل بأكمام واسعة وفتحة عنق بيضاوية واسعة. تختلف تسميات أنواع الثياب حسب اللون وكثافة النسيج والنقوش، نذكر منه: ثوب جز وثوب أمفحح وثوب ثريا وثوب مخوص وثوب منثور وثوب تور وثوب مخور وثوب حظن.
- ملفع: غطاء للرأس، ويأتي في قطعة واحدة تلف وتطوى حول الرأس والوجه لتحكم تغطية الشعر.
- شيلة: غطاء خفيف للرأس لتغطية الرائس.
- برقع: قناع مستطيل للوجه يمتد من الجبهة حتى نهاية العنق. يُلبس البرقع فوق الشيلة، ترتديه نساء البادية
- بوشية: غطاء شفاف أسود يغطي الوجه بأكمله ترتديه نساء المدينة.
- عباءة: عباءة سوداء تغطي الجسد بالكامل تصنع من الصوف أو الحرير.
- البخنق: غطاء أسود للرأس ترتديه البنات الصغيرات مطرز حول الرأس ومن الأمام.

## العادات والتقاليد

### المناسبات والأعياد الوطنية
يتميز المجتمع الكويتي بتجمع العائلة والجيران والأصدقاء وهناك الكثير من المناسبات التي يتم الاحتفال بها، ونذكر منها:
- الناصفوه: مناسبة يتم فيها توزيع الحلوى على الأطفال،[12] حيث يخرج الأطفال إلى البيوت وينشدون الاهازيج وتكون في ليلة النصف من شعبان.[13]
- النون: مناسبة بسيطة كظهور أول سن لطفل أو علامات المشي الأولى للطفل. عادةً ما تقام «النون» في فترة العصر ويستقبل فيها الأطفال والأقارب والجيران. تفرش الأم سجادة أمام البيت ثم تذهب إلى سطح الدار وهي تحمل سلة تحتوي الحلويات التي تلقيها على الحاضرين. ويقوم الأطفال بجمعها وحملها في أطراف ملابسهم، أما الأمهات المصاحبات لهن فتقدم أطباق من هذا «النون».[11]
- دق الهريس: والهريس هو حبوب القمح المطحونة استعدادًا لقدوم شهر رمضان. تقوم الأسرة بشراء كميات كبيرة من الحبوب، ثم تدعو فريقًا من المتخصصات لطحن حبوب القمح وهن يؤدون حركات تعبيرية على أنغام أغنيات تؤديها إحدى الفرق النسائية.[11]
- القريش: وهي مناسبة سنوية تتم في الليلة التي تسبق أول أيام شهر رمضان حيث كان قديمًا كل أسره تجمع ما تبقى لديها من فائض الطعام، أو الطعام الذي لا يصلح لأن يؤكل في رمضان، وتتجمع لأكله في آخر وجبة غداء قبل رمضان، وكان فيها ما فيها من تراحم ومشاركة وتجميع لكل أفراد الأسرة. أما بالوقت الحاضر، أصبح القريش اليوم تقليدًا وعادة للبذخ والمفاخرة حيث تعد له الولائم وتمد فيه الموائد الحافلة بكل أصناف الطعام، فالعائلة الميسورة تعد الموائد القريشية الخاصة بها في أحد الفنادق أو المطاعم الفاخرة، وتبعث بالدعوات للأصدقاء والجيران وزملاء العمل.[14]
- القرقيعان: وهو تقليد سنوي ومناسبة تراثية يحتفل بها خلال ليالي 13 و14 و15 من شهر رمضان، حيث يخرج الأطفال مرتدين زيًا شعبيًا خاصًا لهذه المناسبة ويتجولون بالشوارع يطرقون أبواب الجيران ويرددون أهازيج وأغنيات خاصة بالمناسبة ثم يوزع أصحاب البيوت الحلوى عليهم. وتختلف الأهازيج الخاصة بالصبيان عن أهازيج البنات.
- الغبقة: وهي مناسبة وعادة اجتماعية ومظهر من مظاهر التواصل الاجتماعي في شهر رمضان حيث يجتمع الأهالي والأصدقاء في ليالي رمضان لتناول وليمة قبل منتصف الليل ويتبادلون أطراف الحديث عن الأحوال الاجتماعية والمهنية والعامة. والكلمة جاءت من «الغبوق» وهو حليب الناقة الذي يشرب ليلًا وعكسه «الصبوح» حليب الناقة الذي يشرب صباحا.[15]

وفيما يلي، قائمة الأعياد والعطل الرسمية في دولة الكويت، حيث يتم تعطيل العمل في جميع مؤسسات الدولة الرسمية:
| التاريخ          | المناسبة            |
| ---------------- | ------------------- |
| 1 محرم           | رأس السنة الهجرية   |
| 12 ربيع الأول    | المولد النبوي       |
| 27 رجب           | الإسراء والمعراج    |
| 1 - 3 شوال       | عيد الفطر           |
| 9 ذو الحجة       | يوم الوقوف بعرفة    |
| 10 - 13 ذو الحجة | عيد الأضحى          |
| 1 يناير          | رأس السنة الميلادية |
| 25 فبراير        | اليوم الوطني        |
| 26 فبراير        | يوم التحرير         |

### الديوانية
الديوانية من المظاهر المهمة في المجتمع الكويتي, تعتبر العصب في المجمتع الذكوري في الكويت، والديوانية هي مجلس أو غرفة تكون ملاصقة للمنزل وبها يجتمع أفراد الأسرة والضيوف وبها يتبادلون أطراف الحديث والأخبار والتهنئة والعزاء. كما أن الديوانية تعتبر المنبر الأول لأي مرشح نقابي، بها يحصد الأصوات ويتحدث في الأمور السياسية والاقتصادية وغيرها. لذلك يحرص المجتمع الكويتي على تركيز ثقافة الديوانية حيث أنها تعتبر أبسط أشكال الديموقراطية في البلد.

### مراسم الزواج
للكويتين عادات وتقاليد للزواج قديماً وهي مشابهة لمعظم الدول الإسلامية العربية ومنها:
- الخطبة: مرحلة مهمة في الزواج وهي مرحلة اختيار «المعرس» لشريكة حياته حيث يبدي الرجل رغبة في الزواج إلي والدته أو إحدى قريباته في حاله وفاة والدته حيث تقوم الوالدة أو القريبة بالبحث عن زوجة مناسبة له وإذا تم الأ ختيار يذهب النسوة إلي بيت البنت لرؤيتها حسب ما ذكر لهم من مواصفات ثم لخطبتها حيث يبلغ أهل المعرس بالرد لاحقا ًمن قبل أهل العروس. يقوم أهل العروس بإبلاغ والدها أو ولي أمرها حيث يتم السؤال عن المعرس وعن أخلاقه وعملة وفي حالة الموافقة يحظر «والد العريس وعدد من كبار السن» من العائلة الخطبة ويبلغ والد العروس لكي يبدي بمتطلباته اللازمة لإتمام الزواج كالمهر، حيث جرت العادة أن لا يشرط والد الفتاة مهراً على العريس وبعد الاتفاق ثم يقوم أهل المعرس بتجهيز جهاز العروس حسب مأتفق بين الطرفين.
- الدزة : يقوم أهل المعرس بتجهيز الدزة المكونة من المهر والذي تتراوح قيمتها حسب حالة المعرس المادية وتكون «البقشة» من ضمن الدزة ويكون بداخلها من ستة إلي سبع قطع من القماش وعباءتين وبالإضافة إلي الحلي والمجوهرات ومفارش السرير والفوط وغيرها من مستلزمات الزواج وكانت العادة في يوم تقديم الدزة «البقشة» أن تذهب أم العريس مع قريتها وبعض النسوة من الأقارب إلي بيت العروس لتقديم الدزة.
- يوم العرس : العرس يوم مشهود لدي الكويتيين قديما وجرت العادة قديما أن يكون ليلة في العرس في يوم الخميس وهو شي متعارف علية قديما ويتم التجهيز للعرس باكراً فيقوم أهل المعرس في استقبال المدعوين وتقام حفلات العرضة والسامر وتقام الولائم للرجال ويلبس العريس الثياب الجديد المكونة من الغتره والعقال والدشداشة والبشت. إما بالنسبة للنساء فيكون يوم مشهود في الحي الذي تسكنه العروس فالكل في حركة استعداد لذلك ويهب النسوة من الجيران لتقديم المساعدة والواجب لأهل العروس ويكون بيت العروس في حركة مستمرة أما العروس فعليها أن تستعد لمثل هذه المناسبة وترتدي ملابسها الجديدة بمساعدة والداتها وغيرها من النسوة اللاتي يعمل على تجهيز المرأة للعرس.
- الملجة : وهي عقد القرآن وتتم في بيت والد العريس يقام بعدها عشاء للمدعوين من أهل العروس والأقارب والأصدقاء في ديوانه والد العريس وإذا لم يكن لهم ديوان في ديوان أحد الأقارب أو الجيران ثم يتم زف المعرس بعد صلاة العشاء وفي بيت والد العروس تقام حفل كبير للنساء على نفقته والد العروس لأهل المعرس وأهل العروس والمدعوين من الأقارب والأصدقاء حيث تقدم لهم القهوة والشاي ويرش ماء الورد.

### مراسم العزاء
تتميز العادات المتعلقة بالجنازة في دولة الكويت ببساطتها، حيث ابتعد الكويتيون عن المبالغة في إظهار الحزن لأن الموت من أمر الله وإرادته والمبالغة في إظهاره يعد معارضة لمشيئة الله سبحانه وتعالى. كذلك تعد احتفالات التأبين والنصب التذكارية غير ضرورية. حيث بعد الوفاة، يتم غسل الميت وتكفينه والصلاة عليه ودفنه حسب الشريعة الإسلامية قبل غروب الشمس في يوم الوفاة.
تستقبل عائلة المتوفى المعزين في البيت لمدة ثلاثة أيام بعد الدفن. تبعًا للقواعد الإسلامية، تعتد المرأة التي تفقد زوجها لمدة أربعة أشهر وعشرة أيام للتأكد من الحمل أو عدمه، وتسمى هذه الفترة «العدة». تُمنع المرأة خلالها من النظر أو الالتقاء أو التحدث إلى غير المحارم من الذكور البالغين، وكذلك من التزين حتى انتهاء فترة العدة وبعدها تكون حرة في الزواج مرة أخرى.

## الأدب

### النشأة
بدأت الحركة الأدبية والثقافية في الكويت في فترة حكم الشيخ مبارك الصباح التي توجت في تأسيس المدرسة المباركية سنة 1911 والجمعية الخيرية ثم عهد الشيخ أحمد
الجابر حيث تم افتتاح صرحين علمي وأدبي بعد المدرسة الاحمدية وهما المكتبة الأهلية والنادي الأدبي ويعود الفضل في ذلك إلي الأدباء والمحسنون الكويتين الذين بدأوا عهد النهضة الأدبية بالكويت. في عام 1924 م الموافق 1342 هـ اقترح مجموعة من شباب الكويت المثقفين في ذلك الوقت في تأسيس النادي الأدبي يجمعهم ويكون ملتقي لهم لتبادل الآراء والأفكار فيما بينهم وإلقاء المحاضرات ونشر العلوم النافعة والمعرفة بين الشباب في ذاك الوقت وقد كان أول نادي يؤسس في تاريخ الكويت.
عندما تم افتتاح النادي كان له صدى عظيم في جميع أنحاء الكويت وفي حفل الافتتاح ألقيت القصائد والخطب من قبل أعضائه وكان رئيسه الشيخ عبد الله الجابر ومدير النادي عيسي الصالح القناعي وأمين الصندوق أحمد محمد أحمد الغانم انظم للنادي الكثير من شباب الكويت الذين لهم الفضل الكبير في نهضة الكويت. ساهم أهل الكويت في النادي ماديا ومعنويا من الكتب النافعة والصحف والجرائد الصادرة في ذاك الوقت وساهم أحمد الجابر في نشئت النادي أيضا وشارك المؤرخ الشيخ عبد العزيز الرشيد في إلقاء محاضرات عن الأخلاق والفقه واللغة العربية. في عام 1958، صدرت مجلة "العربي"، التي سرعان ما أصبحت من أكثر المجلات شهرة وانتشارًا في العالم العربي.

### الرواية

الروائي الكويتي إسماعيل فهد إسماعيل

مرت الرواية الكويتية بمرحلتين أساسيتين، تمثّل كل منهما جيلاً أدبيًا. الجبل الأول حسب الناقد إبراهيم خليل هو جيل الستينيات، الذين أسّسوا لبدايات الرواية الحديثة في الكويت، ومن أبرزهم الراحل إسماعيل فهد إسماعيل من أبرز رواياته "إحداثيات زمن العزلة" و"ذاكرة الحضور" و"الضفاف الأخرى" و"الحبل" وروايته الأخيرة «صندوق أسود آخر»، وسليمان الشطي في روايته «صمت يتمدد»، و ليلى العثمان في روايتها «صمت الفراشات». أما القسم الثاني، فيركّز على أعمال روائيين من الجيل اللاحق، الذين واصلوا المسار الروائي وطوروه في سياقات فنية واجتماعية جديدة. من بينهم طالب الرفاعي، الذي تناول المؤلف له روايتي «النجدي» و*«ظل الشمس»، وبثينة العيسى، مؤلفة «خرائط التيه» و«عروس المطر» وسعود السنعوسي «ساق البامبو» و«سجين المرايا» وميس العثمان. يعكس هذا التقسيم تطور الرواية الكويتية عبر الأجيال، من البدايات التأسيسية إلى انفتاحها على قضايا الإنسان والهوية والراهن الاجتماعي والثقافي.  كما يُعد كلّ من وطيبة الإبراهيم، ونجمة إدريس، وفاطمة يوسف العلي من الأسماء الرائدة في المشهد الأدبي الكويتي. الأدب الكويتي على تفاعل دائم مع الأدب العالمي وخصوصا الإنجليزي والفرنسي.

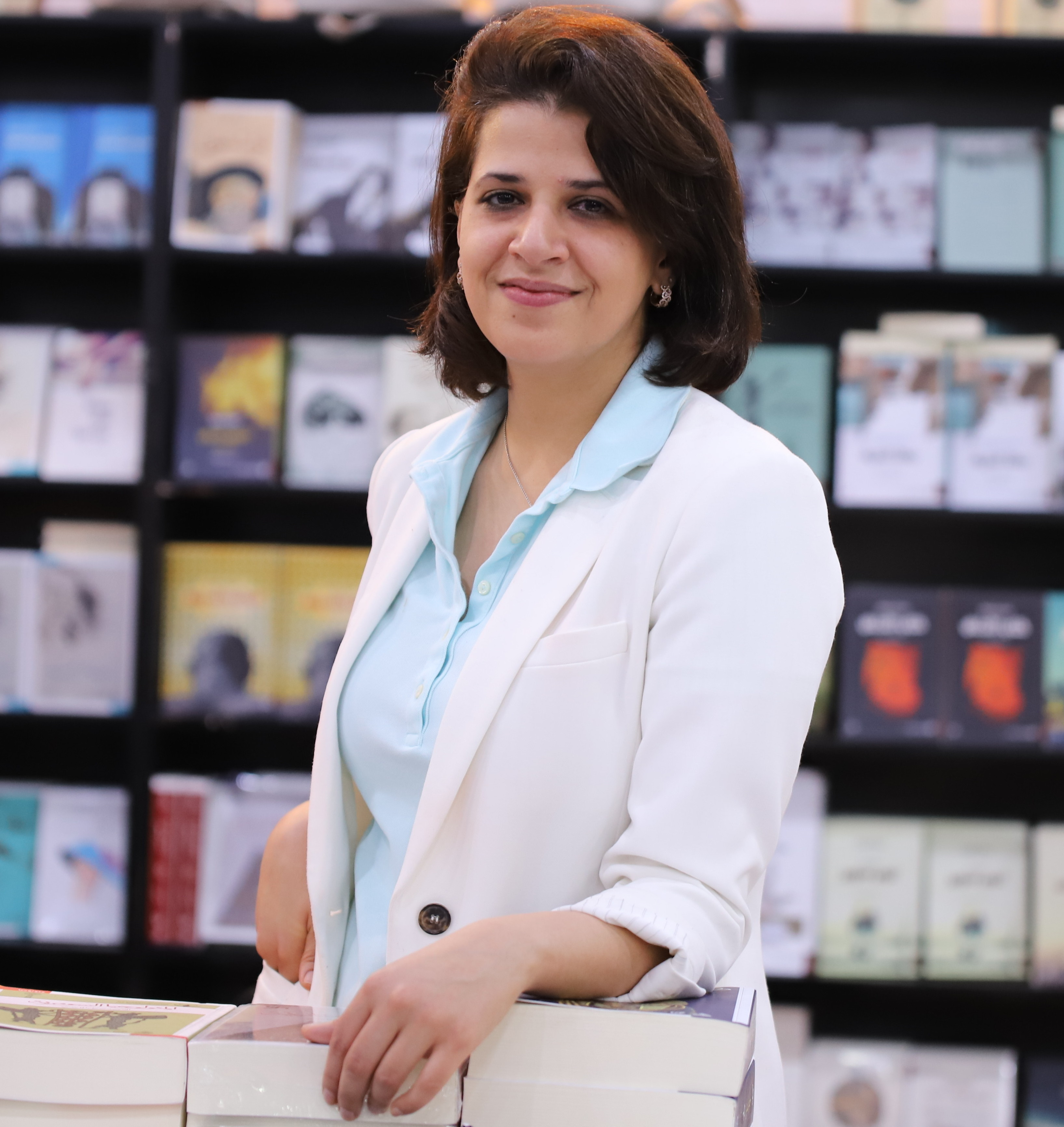
بثينة العيسى في معرض الكتاب الدولي في الكويت الـ 44

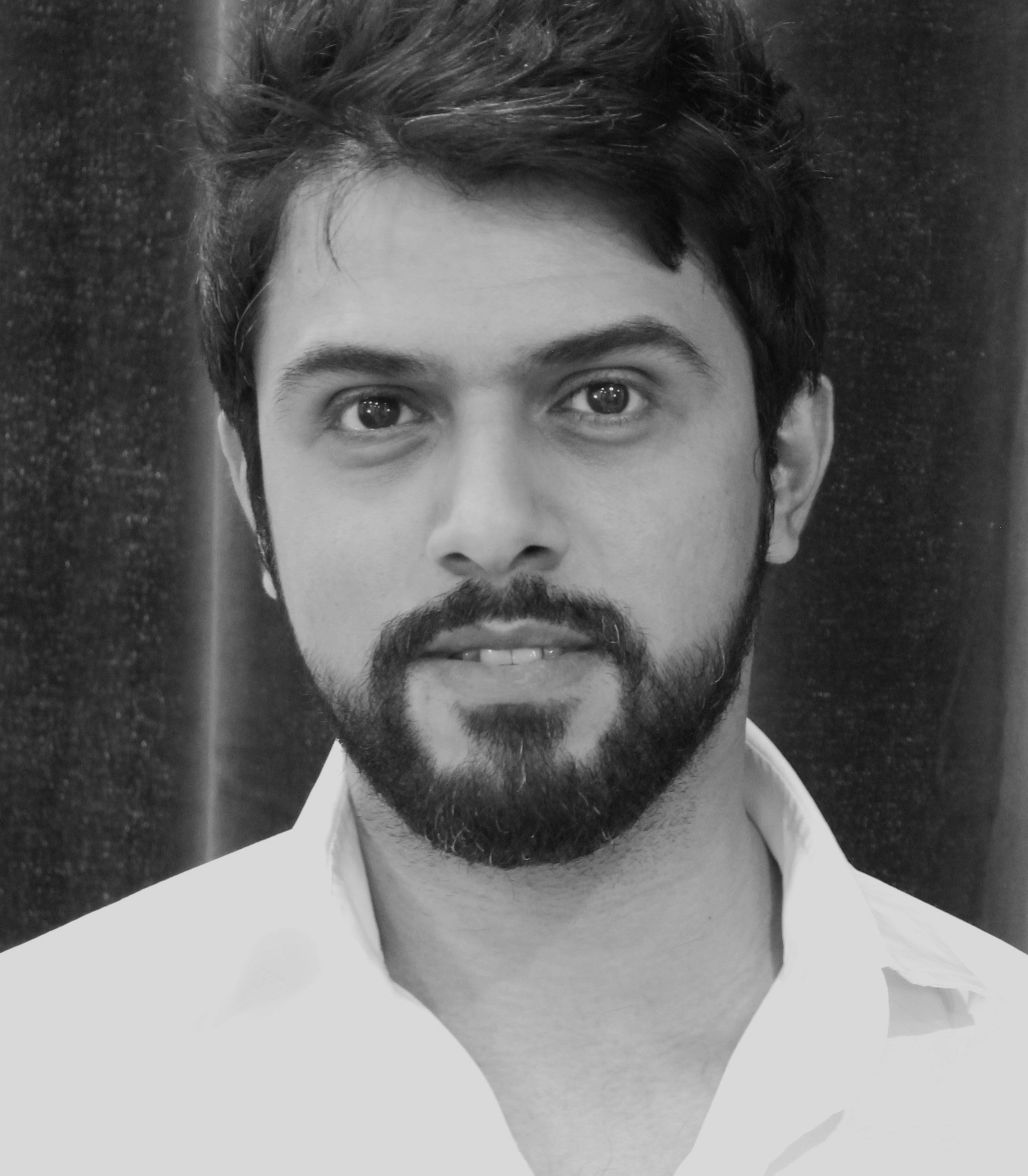
الروائي الكويتي سعود السنعوسي

### الشعر
يشكّل الشعر أحد أبرز أوجه التعبير الثقافي والفني في الكويت، وهو امتداد لتقاليد الشعر العربي في شبه الجزيرة العربية. فقد لعب الشعر، وخاصة النبطي منه، دورًا مهمًا في الحياة الاجتماعية والثقافية للكويتيين، حيث كان وسيلة للتعبير عن المشاعر الوطنية، والتغني بالقيم الاجتماعية، ووصف البيئة الصحراوية والبحرية التي عاش فيها الكويتيون لقرون. يمكن التمييز بين نوعين رئيسيين من الشعر في تلك المرحلة: الشعر العامي، الذي ينقسم بدوره إلى الشعر النبطي (شعر البادية) وشعر الحضر، والشعر الفصيح العمودي.
شهد الشعر الكويتي تطورًا ملحوظًا منذ منتصف القرن العشرين، حيث ظهر عدد من الشعراء البارزين الذين ساهموا في إرساء نهضة شعرية حديثة. من أبرزهم فهد العسكر، رائد الحداثة الشعرية في الكويت، الذي كتب قصائد ذات طابع وجداني واجتماعي وسياسي، وخالد الفرج الذي جدّد القصيدة التقليدية وسخّرها لخدمة القضايا الوطنية والقومية. كما يُعدّ عبد الله الزايد من الأسماء التي مهدت لحضور الشعر المعاصر في الكويت، وكان له دور في إرساء الصحافة الأدبية في البلاد.
في الأجيال اللاحقة، برزت أسماء شعرية وازنة مثل سعاد الصباح، التي عبرت عن الوعي الاجتماعي والسياسي في قصائدها، تداخلت في شعرها قضيتان مترابطتان، هما قضية تحرر المرأة، وقضية تحرر الوطن العربي. وعبد العزيز سعود البابطين، الذي ساهم أيضًا في دعم الحركة الشعرية عربيًا من خلال مؤسسته الشعرية. ومن بين الشعراء كذلك خليفة الوقيان ويوسف ناصر وزاهر الخطيب
في العقد الأخير، شهد المشهد الشعري الكويتي بروز عدد من الشعراء الشباب الذين قدموا تجارب متنوعة بين قصيدة التفعيلة، والقصيدة العمودية، وقصيدة النثر. من أبرزهم محمد هشام المغربي الذي حافظ على صلة وثيقة بالتراث الشعري العربي، وسعد الجوير . حمود الشايجي قدّم نصوصًا مغايرة اتسمت بالرمزية والتجريب. أما ماجد الخالدي، فجمع بين الشعر الفصيح والعامي مع ميل إلى الرومانسية التقليدية. سامي القريني وحسين العندليب اللذان تمسّكا بالوزن والقافية في إطار كلاسيكي. وبرز محمد قاسم الحداد بأسلوب حداثي ذي أبعاد فلسفية.
أسهمت المجلات الأدبية، مثل مجلة العربي (1958)، في دعم الشعر الكويتي ونشر نتاج شعرائه داخل البلاد وخارجها. كما نظّم المجلس الوطني للثقافة والفنون والآداب مهرجانات أدبية كبرى، كـمهرجان القرين الثقافي، مما أتاح للشعراء فرصًا واسعة للتفاعل مع الجمهور وتبادل التجارب مع شعراء عرب، ما عزّز من حضور الشعر في المشهد الثقافي الكويتي والعربي.

## المسرح
يعتبر المسرح في الكويت من أبرز النشاطات الثقافية فيها، على الرغم من تعرضه لموجات صعود وهبوط حسب المتغيرات الاجتماعية إلا إنه يظل من أبرز أنواع النشاط الفني فيها، وتشهد الكويت تقليدًا مسرحيًا عريقًا يُعد من أبرز سمات الحياة الثقافية في البلاد،  وهي الدولة الوحيدة في منطقة الخليج التي تمتلك تقليدًا مسرحيًا متجذرًا. تعود بدايات الحركة المسرحية الكويتية إلى عشرينيات القرن الماضي، حيث أُطلقت أولى المسرحيات الناطقة، ولا تزال الأنشطة المسرحية تحتفظ بشعبيتها حتى اليوم. وغالبًا ما تُلقّب الكويت بـ"هوليوود الخليج"  نظرًا لشهرة أعمالها المسرحية ومسلسلاتها التلفزيونية. ويحظى المسرح بدعم حكومي مباشر، كان في السابق عبر وزارة الشؤون الاجتماعية، وأصبح اليوم تحت إشراف المجلس الوطني للثقافة والفنون والآداب. كما أن كل حي حضري في الكويت يضم مسرحًا عامًا، ومن بين هذه المسارح يبرز مسرح السالمية، الذي يحمل اسم الفنان الراحل عبد الحسين عبد الرضا. وتحتضن الكويت سنويًا "مهرجان الكويت المسرحي"، الذي يُعد أكبر تظاهرة فنية مخصصة لفن المسرح في البلاد.وقد ظهر في الكويت منذ تأسيس المسرح العديد من الفنانين الذين استطاعوا تحقيق نجاحات في المجال الفني والمسرحي والتلفزيوني في منطقة الخليج منهم عبد الحسين عبد الرضا وسعد الفرج وحياة الفهد وخالد النفيسي وسعاد عبد الله وغانم الصالح ومريم الغضبان ومريم الصالح وغيرهم الكثير . ومن أشهر المسرحيات
بعض المسرحيات الكويتية التي قدمتها فرقة المسرح العربي، عكست تطور وازدهار الحركة المسرحية في الكويت:
- مسرحية "اغنم زمانك" (1966): من تأليف عبد الحسين عبد الرضا، وتُعد من أبرز العروض في تلك الفترة. شهدت هذه المسرحية الانطلاقة الأولى للفنان محمد جابر في تجسيد شخصية العيدروسي الشهيرة. شارك في البطولة كل من سعاد عبد الله، خالد النفيسي، علي البريكي، محمد جابر، وغانم الصالح.
- مسرحية "عشاق حبيبة" (1978): من تأليف حسن يعقوب العلي وإخراج فؤاد الشطي. ضمّت نخبة من الفنانين من بينهم باسمة حمادة وسعاد حسين.
- مسرحية "القضية خارج الملف" (1989): من تأليف مصطفى الحلاج وإخراج فؤاد الشطي، وبطولة سعاد حسين، هناء محمد، وسليمان الياسين.

## السينما والتلفزيون
تعد التجربة السينمائية في الكويت من التجارب المتواضعة والتي ظلت حتى سنوات قريبة غير مكترث بها حتى بدأت في السنوات الأخيرة تتطور تدريجياً. كما يعد فيلم بس يا بحر والذي انتج في فترة السبعينات أهم فيلم كويتي. تُعدّ صناعة الدراما التلفزيونية في الكويت الأكبر والأكثر نشاطًا في منطقة الخليج العربي، حيث تنتج سنويًا ما لا يقل عن خمسة عشر مسلسلًا. وتُعتبر الكويت المركز الرئيسي لإنتاج الدراما والكوميديا التلفزيونية الخليجية، إذ تُصوَّر معظم الأعمال الدرامية والكوميدية الخليجية على أراضيها.
تُحقق المسلسلات الكويتية نسب مشاهدة عالية، وتُعدّ الأكثر متابعةً في دول الخليج، لا سيما خلال شهر رمضان، حيث يزداد الإقبال عليها بسبب تجمع العائلات وقت الإفطار. وعلى الرغم من أن هذه المسلسلات تُؤدى غالبًا باللهجة الكويتية، فإنها استطاعت أن تحقق نجاحًا وانتشارًا واسعًا، حتى في دول بعيدة مثل تونس. من أبرز مسلسلات : درب الزلق، خالتي قماشة، رقية وسبيكة، على الدنيا السلام تعتبر واحدة من أهم الأعمال التلفزيونية في منطقة الخليج العربي.

## الموسيقى
يعتبر فن الصوت هو ما يميز الموسيقى الكويتية، وهو غناء شعبي يصاحبه عادة العود والمرواس والتصفيق، وسواء كانت كلمات الأغنية بالفصحى أو اللهجة الشعبية فلا بد أن يكون هناك بيتين من الشعر العربي الفصيح في آخر الأغنية يؤديان على شكل موّال. ويستخدم أداة الصك والعود على نطاق واسع في الكويت بينما أهل البادية يستخدمون أداة الربابة، وكانت العرضة تمارس بشكل واسع بالكويت ولا زالت تمارس بأعراس الكويتيين.

## الفن التشكيلي

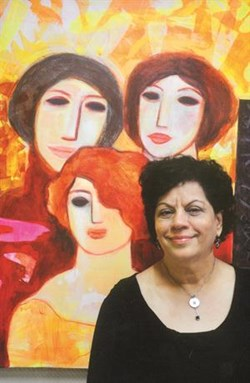
ثريا البقصمي أمام إحدى اللوحات

تُعدّ الكويت صاحبة أقدم حركة فنية حديثة في شبه الجزيرة العربية. فمنذ عام 1936، كانت أول دولة خليجية تمنح بعثات دراسية في مجال الفنون. ويُعتبر الفنان الكويتي مجيب الدوسري أول فنان تشكيلي معروف في منطقة الخليج، ويُعدّ مؤسس فن البورتريه فيها. يعد المجلس الوطني للثقافة والفنون والآداب والجمعية الكويتية للفنون التشكيلية من أهم الجهات الداعمة للحركة التشكيلية في الكويت، وتعتبر الحركة التشكيلية حركة ناهضة بدأت في الخمسينيات مع أول فنان تشكيلي وهو معجب الدوسري الذي درس بكلية الفنون الجميلة في مصر، وزاد الاهتمام في الفن تشكيلي وتنوعت المدارس الفنية المختلفة وتطورت وتنحصر في مجموع توجهات فكرية مثل رسم التراث الكويتي والسريالية والانطباعية والتجريدية والأعمال المركبة. كما افتُتحت في الكويت "قاعة السلطان" التي تُعد أول صالة عرض فنية محترفة في الخليج العربي. واليوم تحتضن الكويت أكثر من 30 قاعة عرض فني، وقد شهدت الساحة الفنية المعاصرة فيها ازدهارًا ملحوظًا في السنوات الأخيرة.
كان خليفة القطان أول فنان يُقيم معرضًا فرديًا في الكويت، وهو مؤسس نظرية فنية جديدة في أوائل الستينيات تُعرف باسم "الدَّوَرانِيّة".
تنظّم الدولة مهرجانات فنية متنوعة، مثل مهرجان القرين الثقافي ومهرجان الفنون التشكيلية. كما شهدت الكويت انطلاق "البينالي الدولي" عام 1967 بمشاركة أكثر من 20 دولة عربية وأجنبية، من بينها الفنانة العراقية البارزة ليلى العطار. وفي عام 2004، تأسس "بينالي الخرافي للفن العربي المعاصر".
ومن الفنانات والفنانين التشكيليين في الكويت أيوب حسين وسامي محمد وعبدالرسول سلمان وحميد خزعل وعبد الله القصار وبدر القطامي ثريا البقصمي، وسوزان بشناق، ومن الجيل الحديث خالد الشطي وأسعد بوناشي,

## المتاحف والمراكز الفنية
اما في مجال المتاحف والمعارض الفنية تهتم الكويت بالأنشطة الثقافية والفنية في البلاد، حيث يوجد عدد من المتاحف الحكومية والخاصة مثل متحف الكويت الوطني الذي يحوى آثار الحقب التاريخية المختلفة التي مرت على أرض الكويت كالحضارة الدلمونية والبابلية الكاشية والإغريقية وغيرها، وأيضًا المتحف العلمي والذي يهتم بالحياة الطبيعية والعلوم المعاصرة، وكذلك المركز العلمي الذي يحتوي على عينات حية من حيوانات وأسماك البيئة البرية والبحرية الكويتية، ومتحف الفن المعاصر، ومتحف بيت لوذان المهتم بالفنون التشكيلية، ومتحف بيت ديكسون الذي كان منزلًا للمقيم السياسي البريطاني هارولد ديكسون، وبيت الكويت للأعمال الوطنية الذي يتحدث عن الغزو العراقي والتحرير/ ومتحف طارق رجب الخاص بالأنثربولوجيا الإسلامية، ومتحف القصر الأحمر بالجهراء.

## الإعلام
يصنف الإعلام في الكويت في مصاف الدولة العربية الأكثر شفافية وحرية، ويُصنَّف ضمن فئة "حرية جزئية" في تقرير حرية الصحافة الصادر عن مؤسسة فريدوم هاوس،. وفقا لتقرير منظمة مراسلون بلا حدود عام 2009 فإن الكويت تقع في المرتبة 60 محتلة المركز الأول في حرية الصحافة في منطقة الشرق الأوسط. وفي أعوام 2009 و2011 و2013 و2014، تجاوزت الكويت إسرائيل باعتبارها الدولة ذات أكبر هامش لحرية الصحافة في الشرق الأوسط. هذه الحرية جزئية لأن السلطات ما زالت تفرض قيودًا على حرية الإعلام، حيث تنص التشريعات على عقوبات بحق من ينتقد الأمير أو الحكومة.
تُنتج الكويت عددًا كبيرا من الصحف والمجلات مقارنة مع البلدان المجاورة. وتُعد وكالة الأنباء الكويتية (كونا) أكبر مؤسسة إعلامية في البلاد، وتشرف وزارة الإعلام على تنظيم القطاع الإعلامي. تضم الكويت 15 قناة تلفزيونية فضائية، منها أربع تابعة لوزارة الإعلام. وتُعتبر قناة تلفزيون الكويت (KTV) المملوكة للدولة من أوائل القنوات التي قدمت بثًا ملوّنًا منذ عام 1974، وتدير حاليًا خمس قنوات تلفزيونية. كما تبث إذاعة الكويت، الممولة من الدولة، برامج يومية تثقيفية بعدة لغات، منها العربية والفارسية والأردية والإنجليزية، على موجتي AM وSW.
تعمل وسائل الإعلام الرسمية جنبًا إلى جنب مع وسائل الإعلام الخاصة. ويُعد استخدام الإنترنت في الكويت من بين الأعلى على مستوى المنطقة..

## المهرجانات الثقافية
- مهرجان القرين الثقافي، يُعد من أبرز الفعاليات الثقافية في الكويت، ينظمه المجلس الوطني للثقافة والفنون والآداب، ويجمع بين الفنون والموسيقى والآداب والندوات الفكرية.[32] يهدف المهرجان إلى تعزيز الحراك الثقافي محلياً وعربياً، وإبراز الإبداع في مختلف المجالات، مع الحفاظ على التراث الوطني والانفتاح على التحديات الثقافية المعاصرة. يتضمن المهرجان فعاليات صباحية ومسائية متنوعة، منها معارض فنية وأدبية، ومحاضرات وملتقيات فكرية، ويستضيف نخبة من المفكرين والمبدعين من داخل الكويت وخارجها،[33] مما يجعله منصة للحوار الثقافي والتبادل المعرفي على مستوى عربي واسع.
- مهرجان الكويت المسرحي، يُعد مهرجان المسرح المحلي في الكويت أحد الفعاليات الثقافية السنوية البارزة في البلاد، وقد بدأت انطلاقته الأولى في 27 مارس 1989، بالتزامن مع الاحتفال بـاليوم العالمي للمسرح، حيث جاءت الدورة الأولى على شكل احتفالية ثقافية وفنية شاركت فيها مختلف الفرق المسرحية المحلية. وقد مثّل هذا الحدث باكورَةَ عملٍ نحو ترسيخ تقليدٍ مسرحيٍّ سنوي، يسعى إلى تنشيط الحركة المسرحية في الكويت من خلال تقديم عروض متنوعة تُرضي أذواق الجمهور المختلفة، وتُشجّع الفرق المشاركة على الإبداع عبر روح التنافس الفني. ومنذ انطلاقه، أصبح المهرجان منصة مهمة لعرض الإنتاج المسرحي الكويتي، ومناسبة لتبادل الخبرات بين المبدعين في هذا المجال.[34]
- الكويت عاصمة الثقافة العربية 2025: اختيرت دولة الكويت عاصمة للثقافة العربية للمرة الثانية، تأكيدًا لمكانتها البارزة في المشهد الثقافي العربي، ودورها الريادي في دعم الحراك الثقافي والفني منذ ستينيات القرن العشرين. ويأتي هذا التتويج من قبل المنظمة العربية للتربية والثقافة والعلوم (الألكسو) تقديرًا لمسيرة طويلة من العطاء الثقافي الذي تميز بالتنوع والانفتاح على الثقافات العالمية، نتيجة لطبيعة المجتمع الكويتي الذي عرف بالسفر والاحتكاك بثقافات متعددة. وقد أولت الكويت أهمية كبرى لحماية التراث الثقافي وصيانته، عبر توقيع العديد من الاتفاقيات الدولية المعنية بالحفاظ عليه من الاندثار وضمان استمراريته للأجيال القادمة. كما أسهمت في نشر الثقافة العربية من خلال المطبوعات، والمشاركة في المهرجانات الثقافية، وتنظيم المعارض الفنية داخل الوطن العربي وخارجه، ما جعلها وجهة ثقافية بارزة على المستويين الإقليمي والدولي. [35]

## العمارة

أبراج الكويت هي ثلاثة أبراج على ساحل الخليج العربي في مدينة الكويت

تتميّز العمارة في الكويت بتنوّع أنماطها بين التقليدي والحديث، في انسجام يعكس تطوّر البلاد العمراني والاجتماعي والثقافي على مر العقود. فمنذ منتصف القرن العشرين، شهدت الكويت تحوّلًا كبيرًا في المشهد المعماري، مدفوعًا بالنمو الاقتصادي والنهضة العمرانية المصاحبة لتطوّر قطاع النفط. ويمكن تقسيم الأنماط المعمارية إلى ثلاثة اتجاهات رئيسية تتداخل فيما بينها: التقليدية، والحديثة، والمستدامة.
تعكس العمارة التقليدية في الكويت قدرة الإنسان على التكيّف مع البيئة الصحراوية من خلال اعتمادها على المواد المحلية المتوفرة مثل الطين والحجارة والخشب، وتصميماتها التي تتلاءم مع المناخ الجاف. وتُعد البيوت الطينية أبرز سماتها، حيث تتميز بجدران سميكة تحفظ برودة الداخل في الصيف ودفئه في الشتاء، إلى جانب استخدام عناصر معمارية مميزة مثل البارجيل، وهو برج تهوية يعمل على تدوير الهواء الطبيعي داخل المنزل وتلطيف الحرارة دون الحاجة إلى وسائل تبريد صناعية. كما يشكل الفناء الداخلي جزءًا مهمًا من البيت التقليدي، إذ يُستخدم كمساحة معيشية تجمع أفراد الأسرة وتوفر التهوية والظل والخصوصية، فضلاً عن دوره الاجتماعي والثقافي. ومع تطور الأنماط المعمارية، ظهرت محاولات لإضفاء طابع إسلامي تقليدي على المباني الحديثة من خلال الزخارف والأقواس، إلا أن التوجه الأكثر أهمية هو المزج بين مفردات العمارة المحلية وتقنيات العصر لإنتاج عمارة إنسانية تحقق التوازن بين الجمال والهوية والوظيفة والتكيّف مع البيئة. وقد مثّل المهندس حسن فتحي أحد أبرز دعاة هذا التوجه، حيث دعا إلى احترام المناخ المحلي والاعتماد على المواد المتوفرة، رافضًا الطابع المعماري العالمي الذي يتجاهل الخصوصيات البيئية، ومشددًا على أهمية العودة إلى نموذج البيت التقليدي المفتوح على فناء داخلي، كحل وظيفي وجمالي يعزز من الراحة والارتباط بالهوية المحلية.
مع الطفرة العمرانية في العقود الأخيرة، بدأت تظهر العمارة الحديثة بشكل جلي في الكويت، خصوصًا في العاصمة والمراكز الحضرية. انتشرت المباني الشاهقة وناطحات السحاب، بتصاميم معاصرة تتبنى استخدام الزجاج والفولاذ، كما ظهرت تأثيرات واضحة للطرز الغربية. غير أن هذا التطور لم يأتِ على حساب الهوية، بل سعت العديد من المشاريع إلى الحفاظ على التراث من خلال دمج العناصر الزخرفية الإسلامية والرموز المحلية مع التصاميم الهندسية الحديثة، في توازن بين الأصالة والتجديد..
ومع تزايد الوعي البيئي، بدأ التوجه نحو مفاهيم العمارة المستدامة التي تسعى إلى تقليل الأثر البيئي للمباني. اهتم المعماريون باستخدام مواد بناء صديقة للبيئة وتقنيات حديثة تعزز كفاءة الطاقة، مثل النوافذ العازلة والأسطح الخضراء. كما استفادت البلاد من وفرة أشعة الشمس عبر مشاريع الطاقة الشمسية التي تسهم في توليد الكهرباء للمباني الحديثة. ونظرًا لندرة المياه، طُبقت حلول مستدامة تشمل جمع مياه الأمطار وإعادة استخدام المياه الرمادية في الري والمرافق.

من أبرز المشاريع المعمارية التي تعكس هذه التطورات برج الحمراء، الذي يُعد من أهم معالم الكويت الحديثة، ويجسّد مزيجًا من الإبداع المعماري والتقاليد المحلية، بفضل تصميمه المنحني وتوظيفه للضوء الطبيعي. كما يبرز المتحف الوطني الكويتي كمثال على الجمع بين الوظيفة الثقافية والرمزية المعمارية، حيث يعكس في تصميمه المراحل المختلفة لتطوّر العمارة في البلاد. من المباني التي تعكس الطراز المعماري الكويتي: قصر السيف، ومبنى مجلس الأمة، ومسجد الدولة الكبير، ومبنى صندوق التنمية، ومبنى مؤسسة التأمينات الاجتماعية، وبرج الصفاة، وسوق الأمير، ومبنى البلدية المجدد.

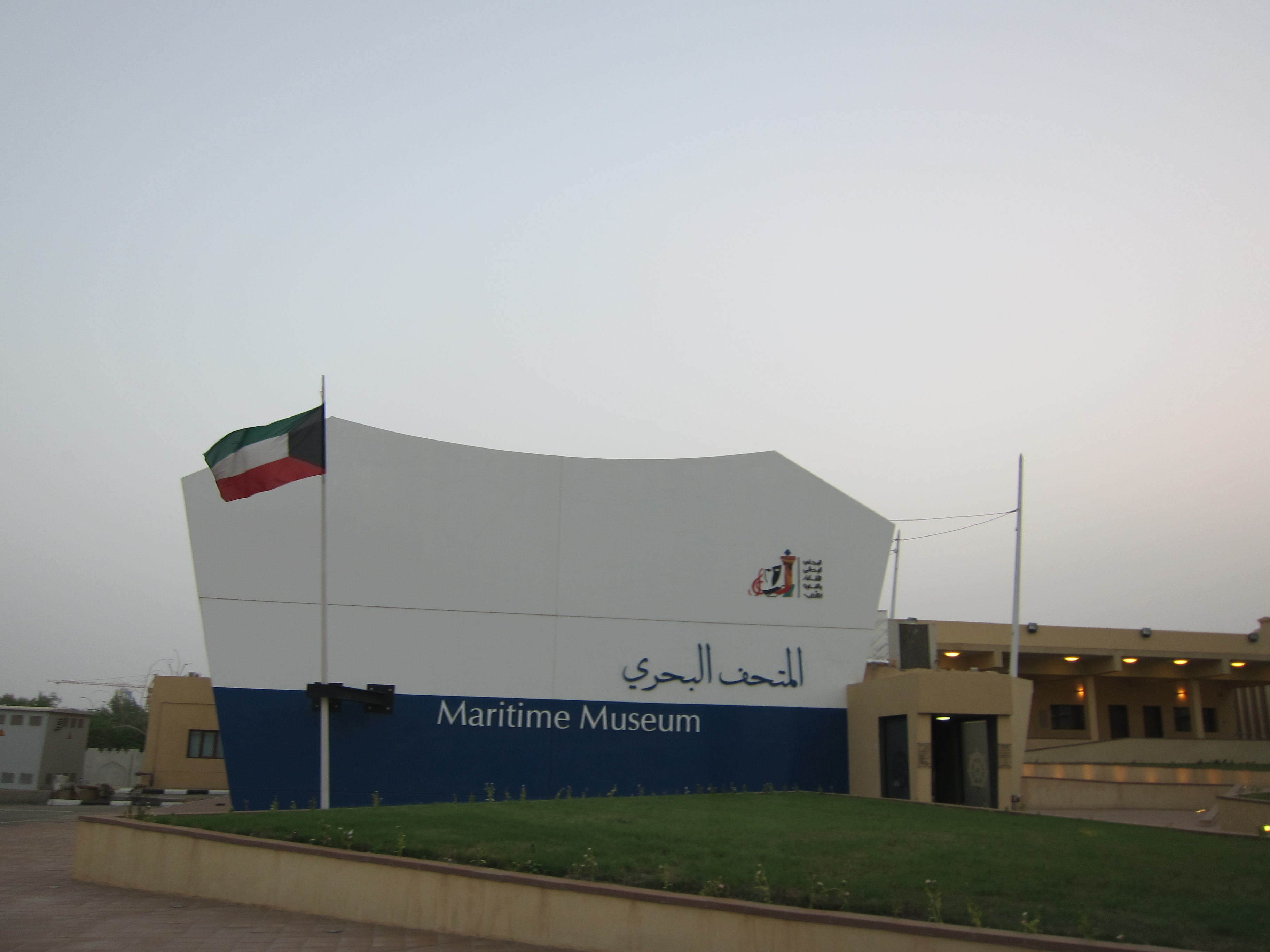
المتحف البحري

## المطبخ الكويتي

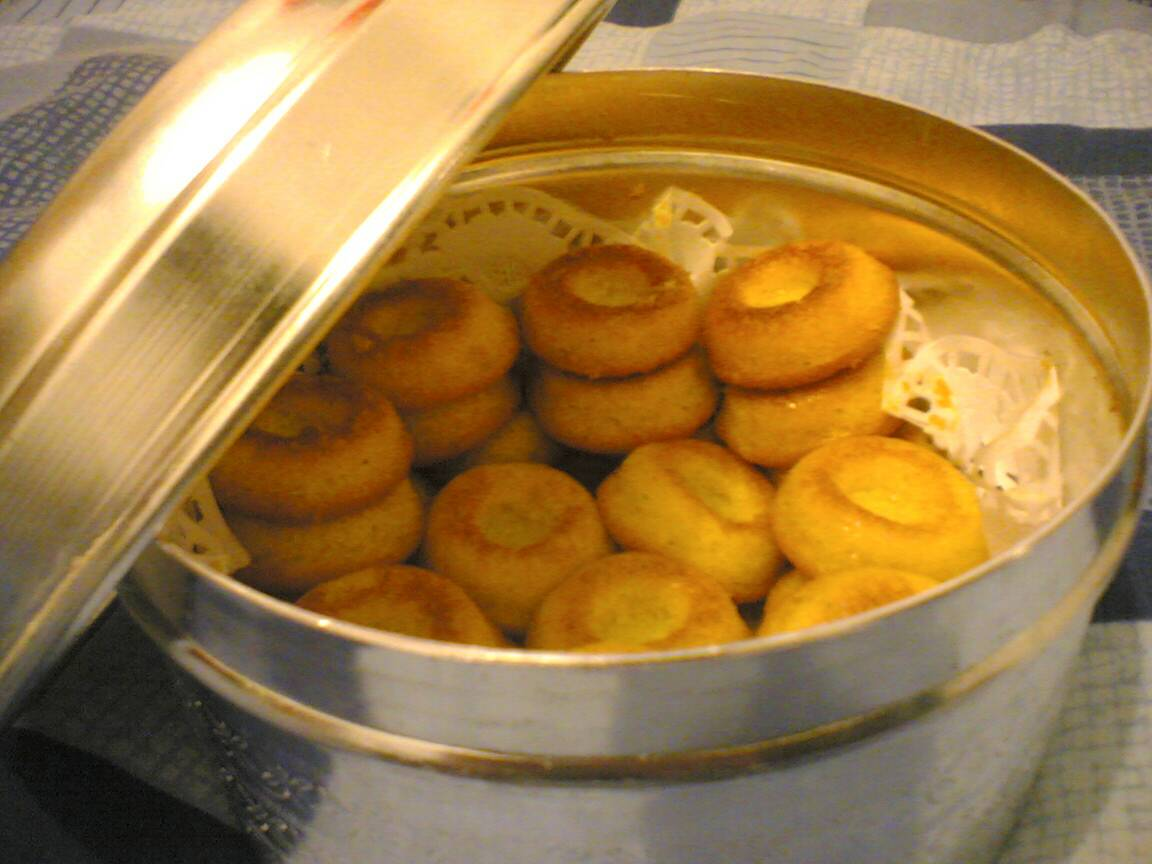
قرص عقيلي

تعد المأكولات البحرية عماد النظام الغذائي لدى الكويتيين لقرون عدة، بالإضافة للرز والذي يعتبر المكون الأساسي في أغلب المأكولات في المطبخ الكويتي. لعب الكويتيون منذ القدم دورًا هامًا في تجارة التوابل والبهارات بين الهند وأوروبا ولهذا فقد ظلت عنصرًا مهمًا في المطبخ الكويتي حيث أن الأكلات الكويتية الشعبية تتميز بنكهتها الواضحة والقوية.
يضم المطبخ الكويتي عدة أكلات شعبية أبرزها: المجبوس، اليريش، الهريس، التشريبة، المربين، المموش، القبوط. أما الحلويات: العصيدة، قرص عقيلي، صب القفشة، الغريبة، الدرابيل.

## الرياضة

الاتحاد الكويتي لكرة القدم

تعتبر كرة القدم هي اللعبة الشعبية الأولى في الكويت، وتمتلك الكويت الكثير من الإنجازات في هذه اللعبة، حيث أن منتخب الكويت لكرة القدم هو أول منتخب عربي آسيوي تأهل لكأس العالم وكان ذلك في عام 1982، وهو أيضًا أول المنتخبات العربية فوزًا ببطولة كأس آسيا وذلك في عام 1980. وفي الكويت 14 ناد رياضي هم نادي التضامن ونادي الجهراء ونادي خيطان ونادي الساحل ونادي السالمية الرياضي ونادي الشباب ونادي الصليبيخات والنادي العربي ونادي الفحيحيل ونادي القادسية ونادي كاظمة ونادي الكويت ونادي النصر ونادي اليرموك، ويعتبر ناديا القادسية والعربي هم الناديان الأكثر شعبية وكانا ولا يزالان الغريمين التقليديين، يليهما نادي الكويت وبعد ذلك نادي كاظمة، ويعتبر نادي العربي الأكثر حصولًا على الألقاب، أما من ناحية نقاط التفوق فالغلبة لنادي القادسية حيث استطاع الفوز بكاس التفوق العام منذ بدء العمل به عام 1973 وحتى وقتنا هذا دون انقطاع.
ويأتي بالمرتبة الثانية بعد كرة القدم لعبة كرة اليد، وفيها حقق منتخب الكويت لكرة اليد خمسة مرات بطولة آسيا لكرة اليد للرجال وتأهل لبطولة العالم لكرة اليد 7 مرات أولها عام 1982. كما أن للألعاب الفردية نصيب، كما أن هذه الألعاب تحقق للكويت الكثير من الإنجازات الرياضية بالحصول على ميداليات في الدورات الأولمبية.
وبالنسبة للمباني الرياضية للعبة كرة القدم يعتبر إستاد جابر الأحمد الدولي هو الأحدث والأكبر، حيث لم يتم افتتاحه رسميًا حتى الآن، وهو يستع لعدد 60000 متفرج.
شاركت الكويت في الألعاب الأولمبية الصيفية منذ 1968 دون انقطاع، وحصلت على أول مدالية أولمبية في عام 2000. كما شاركت في الألعاب الأولمبية للمعاقين لأول مرة عام 1980 وحققت منذ تلك البطولة 42 مدالية منها 9 ذهبية.

## الدين والشعائر الدينية
دولة الكويت تتبع الدين الإسلامي، حيث تنص المادة الثانية في الدستور «دين الدولة الإسلام، والشريعة الإسلامية مصدر رئيسي للتشريع».

## الألعاب الشعبية
سابقًا كان الأطفال يلعبون الألعاب الشعبية البسيطة، ومنه «خروف مسلسل» و«الدرباحة» و«صاده ما صاده» و«تيل» و«المقصي».ا

### الأساطير والميثولوجيا الكويتية
للثقافة الكويتية العديد من الأساطير والخرافات التي تميزها وغالباً تستخدم لإخافات الأطفال للابتعاد عن العصيان.
- الطنطل: هي شخصية خيالية ويوصف بطول القامة وكان الأهالي يرعبون اطفالهم بحكايات الطنطل لكي يلزموا بيوتهم في الليل ويقال قديما انه عندما يمر الطنطل يصيح البعض «هات المسلة» حيث يهرب «الطنطل» خوفا من المسلة.
- الدعيدع: هي شخصية خيالية وتظهر عندما يحل الظلام ويشاهد الدعيدع في الليل على شكل حجر في الطريق فإذا اقترب منه أحد انتقل إلي مكان أخر.
- بودريا: هي شخصية خيالية وقد ساد هذا الاعتقاد قديما عند أهل البحر و«البودريا» على هيئة إنسان نصفه على شكل سمكة تجوب البحار ويسمع صياحها في الليل في البحر على هيئة غريق وعند الاقتراب لإنقاذها تتعمد إمساك المنقذ وتغرقه في البحر، وهي مشابهة لحورية البحر.
- حمارة القايلة: ومعناها حمار وقت الظهيرة، هي نوع من أنواع الجن ظهرت في المجتمعات الخليجية، وهي شبيهة جدا بالغول والغولة الذين يملكون رأس إنسان وأرجل حمار وجسم آدمي ويقال أنه وحش مخيف يأكل الأولاد الصغار الذين يخرجون في وقت الظهيرة.